# Отавіт
Отавіт — рідкісний карбонатний мінерал кадмію з формулою CdCO3. Отавіт кристалізується в тригональній системі та утворює інкрустації та дрібні скаленоедричні кристали, які мають перламутровий або адамантиновий блиск. Колір від білого до червонувато-жовто-коричневого. Його твердість за шкалою Мооса становить від 3,5 до 4, а відносна густина — 5,04. Супутні мінерали включають азурит, кальцит, малахіт і смітсоніт .
Вперше був описаний у 1906 році в районі Цумеб поблизу Отаві, Намібія.